# Mammillaria johnstonii
Mammillaria johnstonii är en kaktusväxtart som beskrevs av Charles Russell Orcutt. Mammillaria johnstonii ingår i släktet Mammillaria och familjen kaktusväxter. Inga underarter finns listade i Catalogue of Life.